# 腺样体切除术
腺样体切除术是一种切除腺样体的手术，切除的原因包括鼻呼吸受阻、慢性感染或复发性耳痛等。去除儿童腺样体以改善复发性鼻症状和/或鼻塞的有效性尚未得到充分研究。这种手术在成人中不太常见，因为成人的腺样体比儿童的小得多，也不太活跃。这一手术经常在门诊进行，采用全身麻醉方式。术后疼痛通常是比较轻微，并且可以通过冰冻或冷的食物来减轻。该手术通常与扁桃體切除術相结合（这种组合通常被称为“腺样体扁桃体切除术”或“T&A”），其恢复时间估计为10到14天，有时更长，主要取决于年龄因素。
腺样体切除术通常不会在一周岁以下进行，因为腺样体功能是身体免疫系统的一部分，但超过这一年龄后，它对此的贡献会逐渐减少。

## 医疗用途
腺样体切除术的适应症仍存在争议。  最广泛的共识是围绕切除腺样体以治疗阻塞性睡眠呼吸暂停，通常与扁桃体切除术相结合。即便如此，据观察，有相当比例的研究人群 (18%) 没有反应。还有人支持对以前用鼓膜造口术治疗的儿童复发性中耳炎进行腺样体切除术。最后，腺样体切除术对患有复发性上呼吸道感染、普通感冒、中耳炎和中度鼻塞的儿童的有效性受到质疑，在一些研究中，其结果并不比观察等待更好。 

## 频率

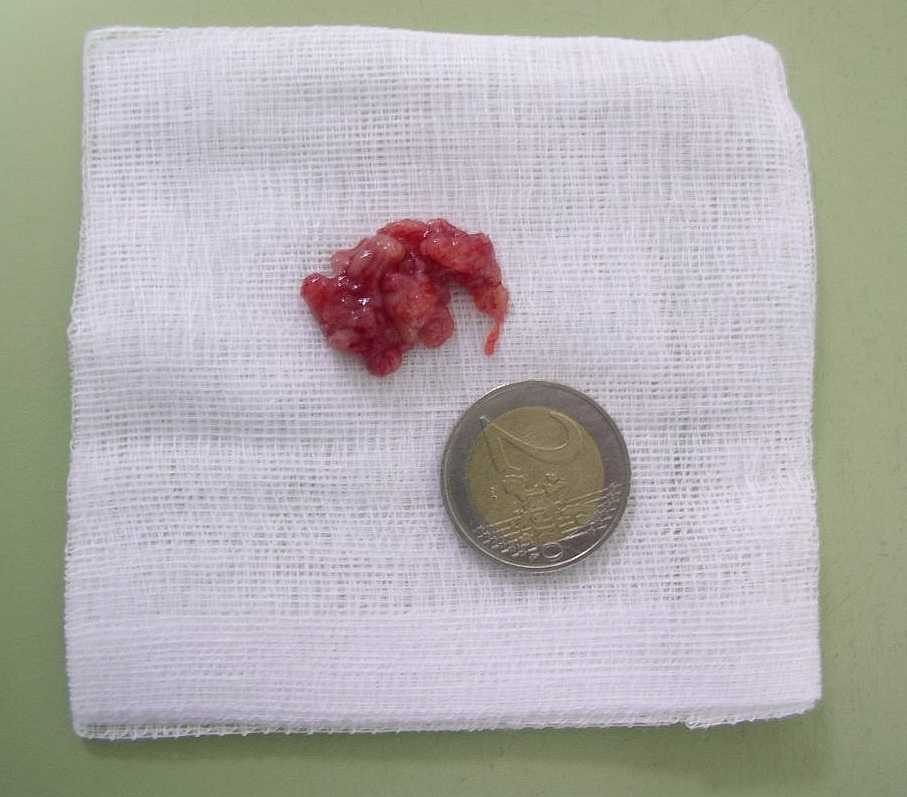
切除的腺样体

1971年，超过100万美国人接受了扁桃体切除术和/或腺样体切除术，其中有5万例仅包括腺样体切除术。 
到1996年，大约有50万儿童在门诊和住院环境中接受了腺样体和/或扁桃体手术。这包括大约6 万例扁桃体切除术，25万例扁桃体、腺样体联合切除手术，以及12.5万例腺样体切除术。到2006年，总数已上升到70多万，但如果根据人口变化进行调整，扁桃体切除术的“比率”已从每千人0.62下降到0.53。扁桃体、腺样体联合切除的下降幅度更大——从每千人2.20下降到了1.46。因慢性感染原因而进行的腺样体切除术的比率没有显着变化（每千人0.25对每千人0.21）。

## 历史
腺样体切除术是由威廉·梅耶（William Meyer）在1867年首次使用环形镊子穿过鼻腔进行的。
在20世纪初，腺样体切除术开始常规地与扁桃体切除术相结合。最初，这些手术是由耳鼻喉科医生、普通外科医生和全科医生进行的，但在过去30年中几乎完全由耳鼻喉科医生进行。
然后，腺样体切除术被用作治疗神经性厌食症、智力低下和遗尿症或促进“身体健康”。按照目前的标准，这些适应症似乎很奇怪，但可以通过以下假设来解释：如果儿童有长期的喉咙痛或严重的阻塞性睡眠呼吸暂停(OSA)，他们可能无法茁壮成长。此外，因慢性中耳炎而听力不佳的儿童可能会有无法识别的语言发育迟缓，被误认为智力低下。腺样体切除术可能有助于解决耳液问题、语言发育迟缓以及由此产生的智力低下的看法。
遗尿症和阻塞性呼吸暂停之间的关系，以及由此带来的腺样体切除术的益处，是复杂和有争议的。一方面，随着儿童年龄的增长，遗尿的频率会下降。另一方面，腺样体的大小，以及它们可能引起的任何阻塞，也会随着年龄的增长而下降。这两个因素使我们很难区分腺样体切除术的好处和与年龄相关的自发改善。此外，医学文献中大多数显示腺样体切除术有益的研究都是病例报告或病例系列。此类研究很容易出现无意的偏见。最后，最近一项对六千名儿童的研究显示，遗尿症与一般的阻塞性睡眠之间没有关联，但随着阻塞性睡眠呼吸暂停的严重程度而增加，仅在女孩中会观察到。
1930年代，随着手术的使用变得有争议，手术的频率开始下降。随着抗菌药物的发展和学龄儿童上呼吸道感染的减少，需要手术的扁桃体炎和腺样体炎变得不那么频繁。此外，一些研究表明，腺样体切除术和扁桃体切除术对于当时使用的许多适应症是无效的，还有人认为手术后患小儿麻痹症的风险增加，但后来被否定了。在过去20年中进行的前瞻性临床试验，重新定义了扁桃体切除术和腺样体切除术 (T&A)、单纯扁桃体切除术和单纯腺样体切除术的适当适应症。